# Phocinae
Le Phocinae sono una sottofamiglia di mammiferi pinnipedi appartenenti alla famiglia Phocidae, note come foche vere o foche prive di orecchie esterne.

## Caratteristiche
Le specie appartenenti alle Phocinae sono caratterizzate da corpo affusolato e robusto, arti anteriori corti, e mantengono gli arti posteriori permanentemente rivolti all'indietro, il che impedisce loro di camminare agevolmente sulla terraferma. Non hanno padiglioni auricolari esterni e il loro corpo è protetto da uno spesso strato di grasso sottocutaneo per l'isolamento termico.

## Distribuzione
Le foche della sottofamiglia Phocinae si trovano principalmente nelle acque fredde e temperate dell'emisfero settentrionale, spaziando tra ambienti marini artici, subartici e costieri.

## Tassonomia
Alla sottofamiglia Phocinae appartengono la foca comune (Phoca vitulina), diffusa nelle acque costiere degli oceani dell'emisfero nord; la foca della Groenlandia (Pagophilus groenlandicus), che ha sul dorso una grossa macchia nera a forma di U; la foca grigia (Halichoerus grypus); la foca barbata (Erignathus barbatus); la foca del lago Bajkal (Pusa sibirica) e la foca dagli anelli (Pusa hispida), con pelliccia grigiastra a macchie gialline a forma di anello. Esiste anche la Foca fasciata (Histriophoca fasciata), la Foca maggiore (Phoca largha) e la Foca del Caspio (Pusa caspica).

## Ecologia
Si nutrono soprattutto di pesci, molluschi e altri invertebrati marini. Trascorrono la maggior parte del tempo in acqua e tornano a terra o sul ghiaccio per riprodursi e riposare.

## Minacce per la conservazione
Molte specie della sottofamiglia Phocinae sono minacciate da diversi fattori antropici e ambientali.
Le principali minacce includono:
- Inquinamento chimico e accumulo di sostanze tossiche nei tessuti, specialmente nei mari artici e subartici.
- Perdita e degrado dell’habitat costiero e del ghiaccio marino, fondamentale per la riproduzione di alcune specie.
- Catture accidentali in attrezzi da pesca e collisioni con imbarcazioni.
- Cambiamenti climatici, che causano riduzione del ghiaccio marino e modificano la distribuzione delle prede.
- Storica caccia intensiva per la pelliccia e il grasso, oggi fortemente ridimensionata ma dall’impatto ancora evidente su alcune popolazioni.[1]

Molte popolazioni di foche sono ora tutelate da leggi internazionali e convenzioni di conservazione, ma il cambiamento climatico rappresenta una nuova e crescente sfida per la sopravvivenza delle specie artiche.